# 犬インフルエンザ
犬インフルエンザ(英: canine influenza)はイヌ科動物におけるインフルエンザ。イヌインフルエンザとも表記される。

## 概要
犬インフルエンザは馬インフルエンザの原因となるH3N8亜型のようなA型インフルエンザウイルスのいくつかの亜型を原因とし、2004年に報告された。イヌはこのウイルスにこれまで曝露したことがないために自然免疫を持たない。それゆえ、個体間に急激に伝播する。犬インフルエンザはいくつかの地域のイヌの集団にエンデミックを引き起こす可能性がある。犬インフルエンザの罹患率は高いが、致死率は低い。